# Bampsia
Bampsia é um género botânico pertencente à família Scrophulariaceae.
O género foi descrito por Lisowski e R. Mielcarek e publicado em Bulletin du Jardin Botanique National de Belgique 53: 377. 1983. A espécie-tipo é Bampsia lawalreana Lisowski & Mielcarek.
Trata-se de um género não listado pelo sistema de classificação filogenética Angiosperm Phylogeny Website.

## Espécies
O género tem duas espécies descritas e aceites:
- Bampsia lawalreana Lisowski & Mielcarek
- Bampsia symoensiana Lisowski & Mielcarek